# João Natal
João Natal de Almeida ComMM (Macaúbas, 19 de fevereiro de 1943 — Estados Unidos, 28-29 de outubro de 1997) foi um advogado e político brasileiro filiado ao Partido do Movimento Democrático Brasileiro (PMDB). Por Goiás, foi deputado federal durante três mandatos, secretário de Governo sob Iris Rezende e deputado estadual, além de vereador da capital Goiânia.
Filho de João Rodrigues e de Clarice Correia. Casou-se com Dahlia Rodrigues Oliveira Almeida, com que teve três filhas.

## Biografia
João Natal nasceu em Macaúbas - BA no dia 19 de fevereiro de 1943, filho do casal João Almeida Rodrigues e de Clarice Correia de Almeida. Casou-se com Dahlia Rodrigues Oliveira Almeida, com quem teve três filhas - Raquel Cristina, Janaina e Ana Laura.
João trabalhou como delegado de polícia em 1978 e professor. Se formou em Direito pela Universidade Federal de Goiás em 1968, e ainda fez pós-graduação em Direito Penal e Processo Penal na Universidade Federal de Goiás - UFG.
Durante os anos 1967 e 1970 foi vereador à Câmara Municipal de Goiânia (Movimento Democrático Brasileiro - MDB).
Em 1991, como deputado federal, Natal foi admitido pelo presidente Fernando Collor à Ordem do Mérito Militar no grau de Comendador especial.

Quanto a data de sua morte há controvérsias sobre a informação - Dia 28 de outubro ou 29 de outubro de 1997 nos Estados Unidos da América, onde estava em tratamento. Foi sepultado em Goiânia, onde morou durante sua vida.